# Blond: Eva Blond! – Der sechste Sinn
Der sechste Sinn ist ein deutscher Kriminalfilm von Matthias Glasner aus dem Jahr 2006. Es handelt sich um den sechsten und zugleich letzten Film zur Sat.1-Kriminalfilmreihe Blond: Eva Blond! mit Corinna Harfouch in der Titelrolle. Die Erstausstrahlung erfolgte am 6. September 2006 als Mittwochsfilm zur Hauptsendezeit auf Sat.1.

## Handlung
Die unter einer Rechtschreibschwäche leidende Kommissarin Eva Blond ermittelt mit ihrem türkischen Assistenten Alyans Karan an dem Mord eines sechsjährigen Mädchens. Blond und Karan erfahren, dass das Jugendamt wegen Verdachts der Kindesmisshandlung bereits zuvor bei den Eltern vorstellig wurde. Insbesondere gegen den Vater konkretisiert sich zunehmend die Indizienlast.

## Produktionsnotizen
Die Dreharbeiten für Der sechste Sinn erstreckten sich unter dem Arbeitstitel Eva Blond und der schwarze Mann vom 4. Januar 2005 bis zum 4. Februar 2005 und fanden in Berlin und Umgebung statt.

## Kritik
Die Kritiker der Fernsehzeitschrift TV Spielfilm gaben dem sechsten Abschlussfilm von Blond: Eva Blond! zwei von drei möglichen Punkten in der Kategorie „Action“ sowie drei Punkte in der Kategorie „Spannung“. Sie merkten an: „Respekt: Regisseur Glasner inszeniert sein Täterrätsel als formvollendete Spukgeschichte im Stil von ‚The Sixth Sense‘ – und wendet den parapsychologischen Schocker am Ende in ein perfektes Schuld-und-Sühne-Drama.“ und konstatierten: „Gespenstischgutes Mörderpuzzle“. Der Film erhielt insgesamt die bestmögliche Wertung, Daumen nach oben.